# Thierno Ballo
Pour les articles homonymes, voir Ballo.
Thierno Ballo né le 2 janvier 2002 à Abidjan en Côte d'Ivoire, est un footballeur autrichien qui évolue au poste de milieu offensif au Wolfsberger AC.

## Biographie

### En club
Né à Abidjan en Côte d'Ivoire, Thierno Ballo est formé en Autriche, avec les clubs de SV Chemie Linz et LASK, puis en Allemagne avec des passages au Bayer Leverkusen et Viktoria Cologne avant de rejoindre l'Angleterre pour s'engager en faveur du Chelsea FC en 2018, où il poursuit sa formation.
Le 31 août 2021, Ballo est prêté par Chelsea au Rapid Vienne,. 
C'est avec ce club qu'il fait ses débuts en professionnel, jouant son premier match le 23 septembre 2021, à l'occasion d'une rencontre de coupe d'Autriche contre l'Admira Wacker. Il entre en jeu à la place d'Ercan Kara et son équipe s'impose après les prolongations (1-2 score final). Trois jours plus tard il fait ses débuts en première division autrichienne lors d'un match face au SK Sturm Graz. Il entre en jeu à la place de Kelvin Arase lors de ce match perdu par son équipe (0-3 score final).
Lors de l'été 2022, Thierno Ballo quitte librement Chelsea, le joueur n'étant pas prolongé par le club londonien à l'issue de son contrat. Le 11 juillet 2022, Ballo s'engage en faveur du Wolfsberger AC. Il signe un contrat courant jusqu'en juin 2024, avec une année supplémentaire en option.
Il réalise son premier doublé pour le club le 27 mai 2023, lors d'une rencontre de championnat face au WSG Tirol. Titulaire, il permet à son équipe de s'imposer par deux buts à zéro.

### En sélection
Avec l'équipe d'Autriche des moins de 19 ans Thierno Ballo joue un total de douze matchs et inscrit six buts entre 2018 et 2019.
Thierno Ballo joue son premier match avec l'équipe d'Autriche espoirs le 27 mars 2021, lors d'un match amical contre l'Arabie saoudite. Titularisé, il réalise un triplé, et participe ainsi à la victoire de son équipe par dix buts à zéro.